# 河東獅吼
河東獅吼（かとうしこう）は、成語であり、妻が怖いことを意味してる。蘇軾の「寄呉徳仁兼簡陳季常詩」が出典である。

## 典故

### 北宋蘇軾「寄呉徳仁兼簡陳季常詩」
東坡先生無一銭、十年家火燒凡鉛。
黄金可成河可塞、只有霜鬢無由玄。
龍丘居士亦可憐、談空説有夜不眠。
忽聞河東獅子吼、拄杖落手心茫然。
誰似濮陽公子賢、飲酒食肉自得仙。
平生寓物不留物、在家学得忘家禅。
門前罷亜十頃田、清溪繞屋花連天。
溪堂醉臥呼不醒、落花如雪春風顛。
我遊蘭溪訪清泉、已辦布襪青行纏。
稽山不是無賀老、我自興盡回酒船。
恨君不識顔平原、恨我不識元魯山。
銅駝陌上会相見、握手一笑三千年。

### 南宋洪邁『容斎三筆』卷三 陳季常
好賓客、喜畜聲妓、然其妻柳氏絶凶妒、故東坡有詩云：「龍丘居士亦可憐、談空説有夜不眠。忽聞河東獅子吼、拄杖落手心茫然。」
また、ある手紙に、
「一絶乞秀英君。」
と書いてあるが、これは、その妻の別名と思われる。
黄庭堅は元祐の時に陳慥（陳季常）と語って、
「審柳夫人時須醫薬、今已安平否？公暮年來想漸求清浄之楽、姫媵無新進矣、柳夫人比何所念以致疾邪？」
と言っている。
また、別の書に
「承諭老境情味、法當如此、所苦既不妨遊観山川、自可損薬石、調護起居飲食而已。河東夫人亦能哀憐老大、一任放不解事邪？」
と書いている。

### 淸梁章鉅『浪跡叢談』卷六 陳季常
南戲有《跪池》一齣、北戲更演為變羊一事、尤為誕妄絶倫、但其事亦有所本、而皆以為陳季常、則不可不辨耳。《藝文類聚》載、京邑士人婦大妒、常以長繩系夫足、喚便牽繩、士密與巫嫗謀、因婦睡、士以繩系羊、縁牆走避、婦覺牽繩而羊至、大驚、召問巫、巫曰：「先人怪娘積惡、故郎君變羊、能悔、可祈請。」婦因抱羊痛哭悔誓、巫乃令七日齋、舉家大小、悉詣神前祷祝、士徐徐還婦見、泣曰：「多日作羊、不辛苦耶？」士曰：「猶憶啖草不美。」婦愈悲哀、後略復妒、士即伏地作羊鳴、婦驚起、永謝不敢。
『在閣知新録』には、「世以妒婦比獅子」とあり、これは、『続文献』には、
称獅子日食醋・酪各一瓶、吃醋之説
はこの本から始まるとある。

## 解析
蘇軾は「寄呉徳仁兼簡陳季常詩」の中で、友人の陳慥（陳季常）が、仏教の理解が深いとはいえ、妻の獅子（ライオン）のように吠えるのを聞いて、呆然とし、もっている杖を落とす様子をからかっている。
後の時代に記された『容斎三筆』の中で、他の人の言葉を引用している。
更に後の清代には、「次公」と言う人が陳季常の妻柳氏を評して、
「季常妻柳氏、最悍妒、毎季常設客、有聲妓、柳氏則以杖撃照壁大呼、客至為散去、故因詩戲之。」
と記している。
蘇軾の詩の中では、「（龍丘居士）拄杖落手心茫然」と書かれているのが、淸代の『浪跡叢談』では、「季常妻柳氏、最悍妒、毎季常設客、有聲妓、柳氏則以杖撃照壁大呼、客至為散去、故因詩戲之。」となっている。

## 映画・テレビドラマ
- 河東獅吼、1996年のTVB賀歳電視連続劇。主演：廖偉雄、関詠荷、林家棟、黄𨥈瑩
- 我家有一隻河東獅、2002年の香港映画。主演：古天楽、張柏芝
- 我愛河東獅（悪妻在身邊）、2005年の台湾中国電視公司八点档連続劇、主演：焦恩俊、陳好、丁子俊
- 東坡家事、2015年のTVB電視連続劇、「寄呉徳仁兼簡陳季常詩」に言及する

## 参考資料
- 成語：河東獅吼 華文成語辭典